# Longdog
Un Lévrier Longdog (aussi orthographié long-dog ou long dog) désigne un type de chien lévrier pouvant également être pédigrée, originaire des îles britanniques. 
Il est généralement un croisement entre deux lévriers de races différentes où l'un d'entre eux étant souvent un greyhound. Ce croisement mal fixé ne désigne pas une race spécifique. Les chiens sont de taille variable et leur type est longiligne, le poil peut être long, court ou dur. Il se distingue du lurcher qui désigne le croisement entre un lévrier et un chien de travail, le plus souvent un terrier ou un chien de troupeau.